# Удар ногою в стрибку

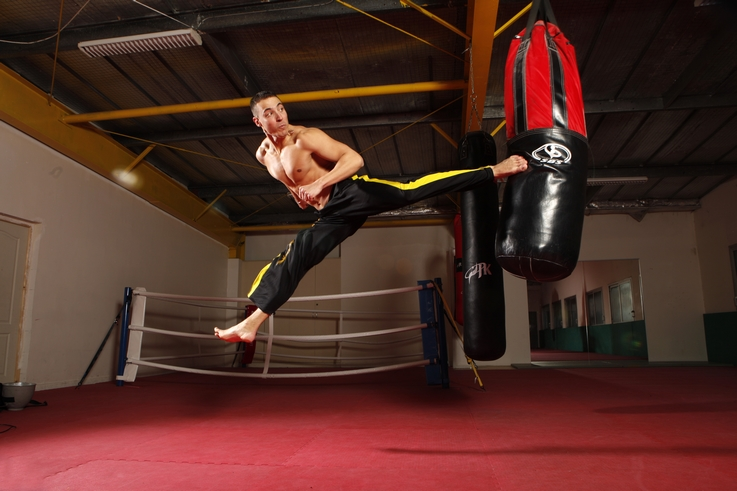
Задній удар ногою у стрибку.

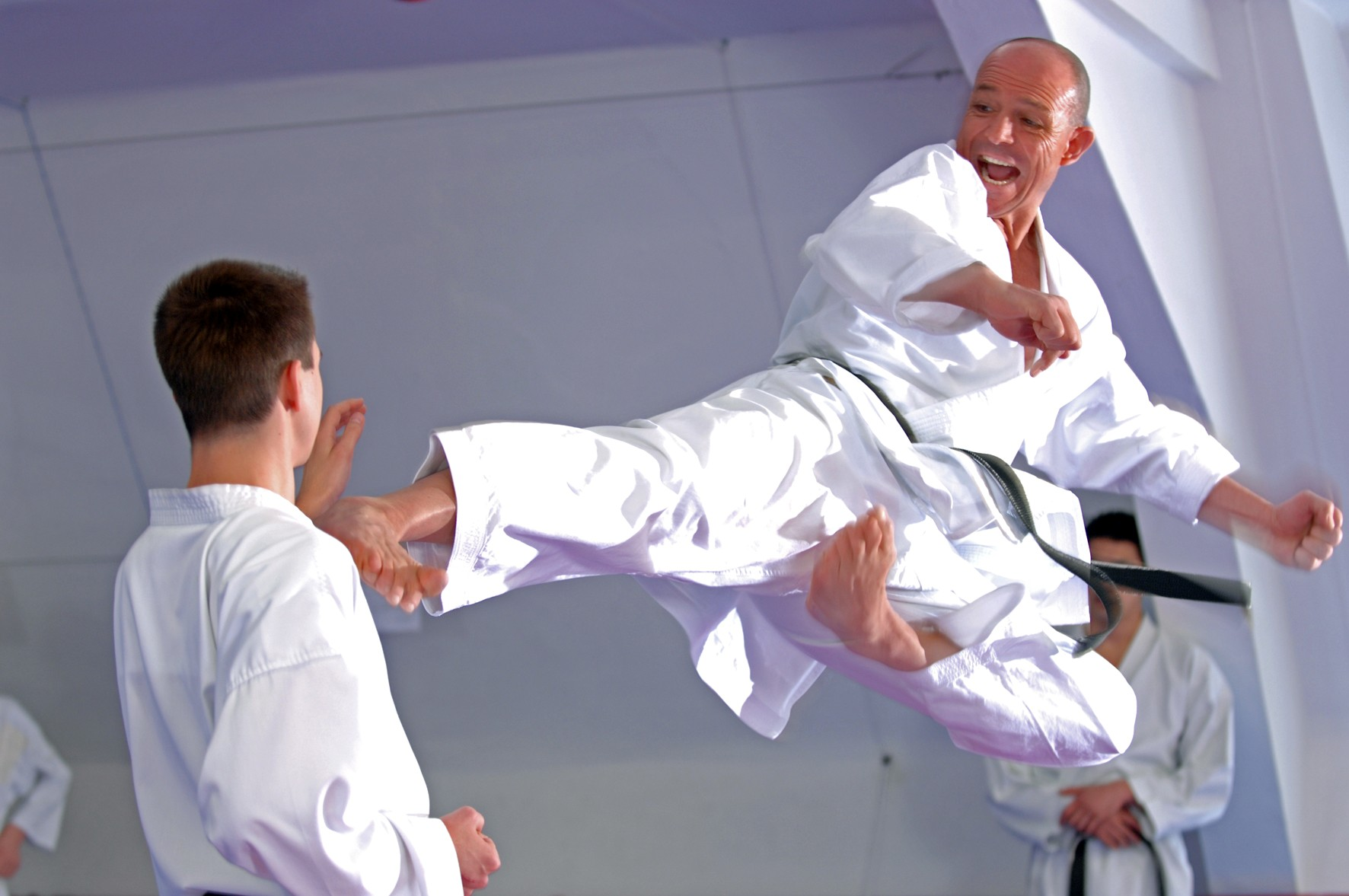
Боковий удар ногою у стрибку.

Удар ногою в стрибку — це різновид удару ногою, який, з метою надання йому особливої ударної маси і збільшення швидкості, виконується у стрибку. 
Практично будь-який удар ногою може виконуватися у стрибку, різниця полягає лише у складності виконання: деякі удари можуть виконуватися простим рухом (наприклад, прямий удар у стрибку), а деякі мають важку техніку виконання і складний вектор руху (наприклад, задній удар у стрибку). Правильне виконання удару у стрибку генерує велику руйнівну силу, але саме виконання потребує значних енерговитрат.  Удар у стрибку виконується як мідл-кік або хай-кік (тобто удар, направлений у корпус або голову). Техніка виконання базується на двох основних принципах: 1) удар виконується у вищій точці стрибка; 2) в процесі і після виконання удару зберігається рівновага тіла. В деталях же техніка виконання удару різноманітна і не підлягає узагальненню. Удари ногами у стрибку характерні для таких бойових мистецтв, як тхеквондо, ушу, карате, кікбоксинг, бойовий гопак тощо. 

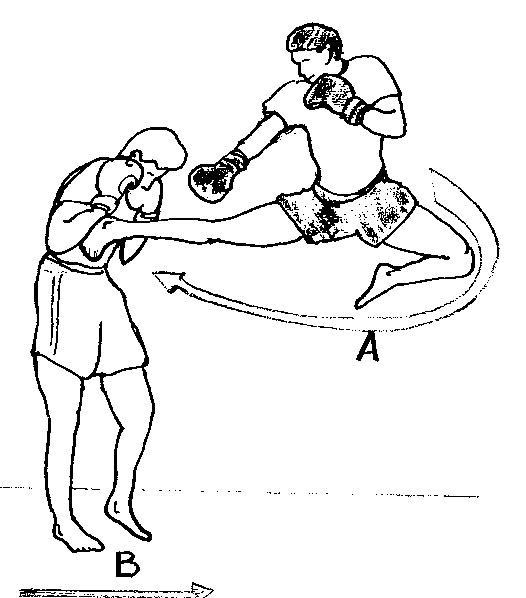
Боковий мідл-кік у стрибку
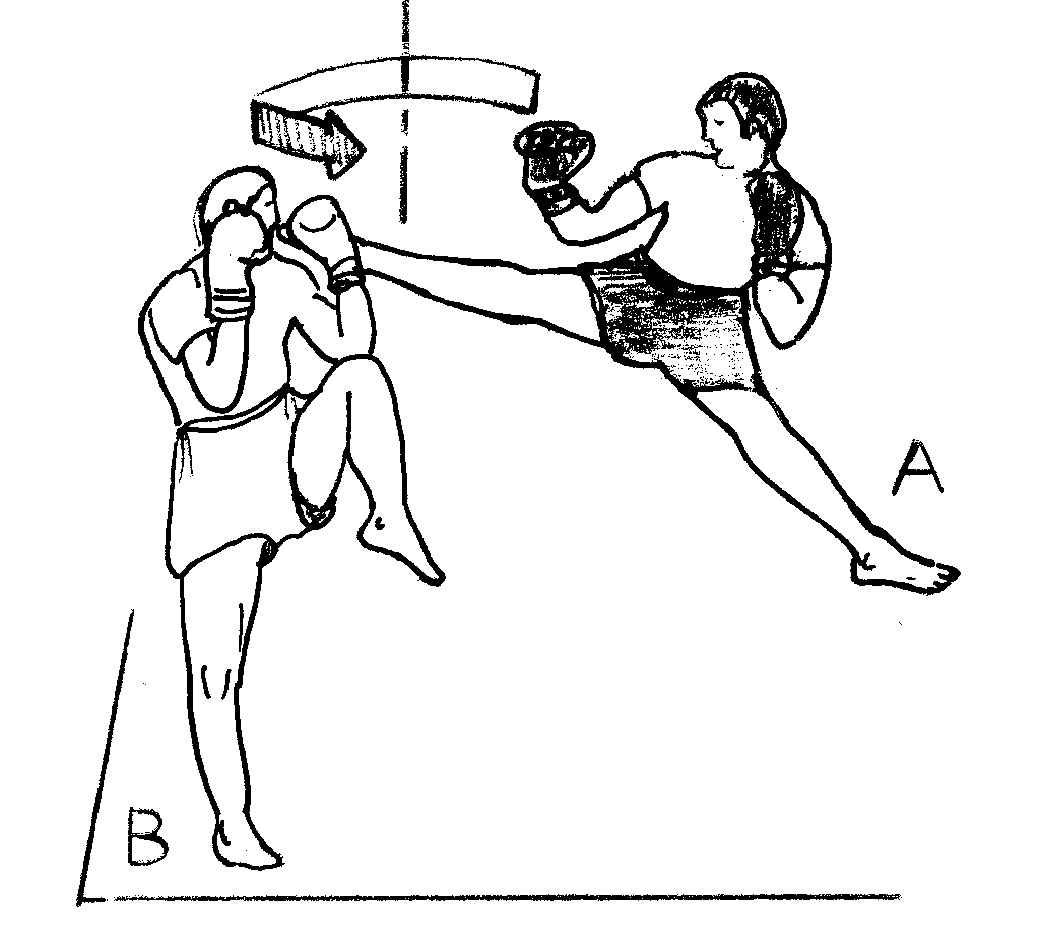
Круговий хай-кік в стрибку
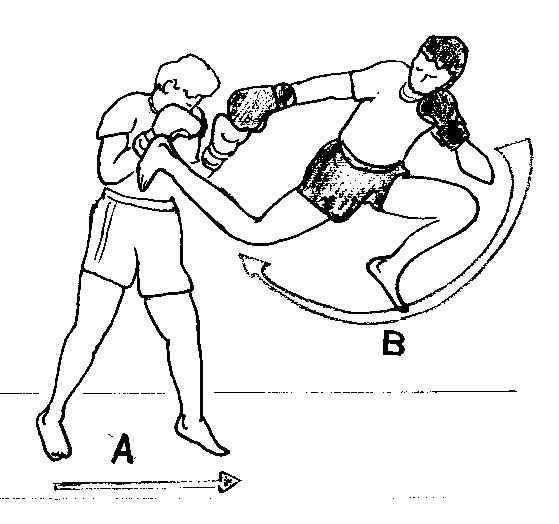
Задній мідл-кік у стрибку
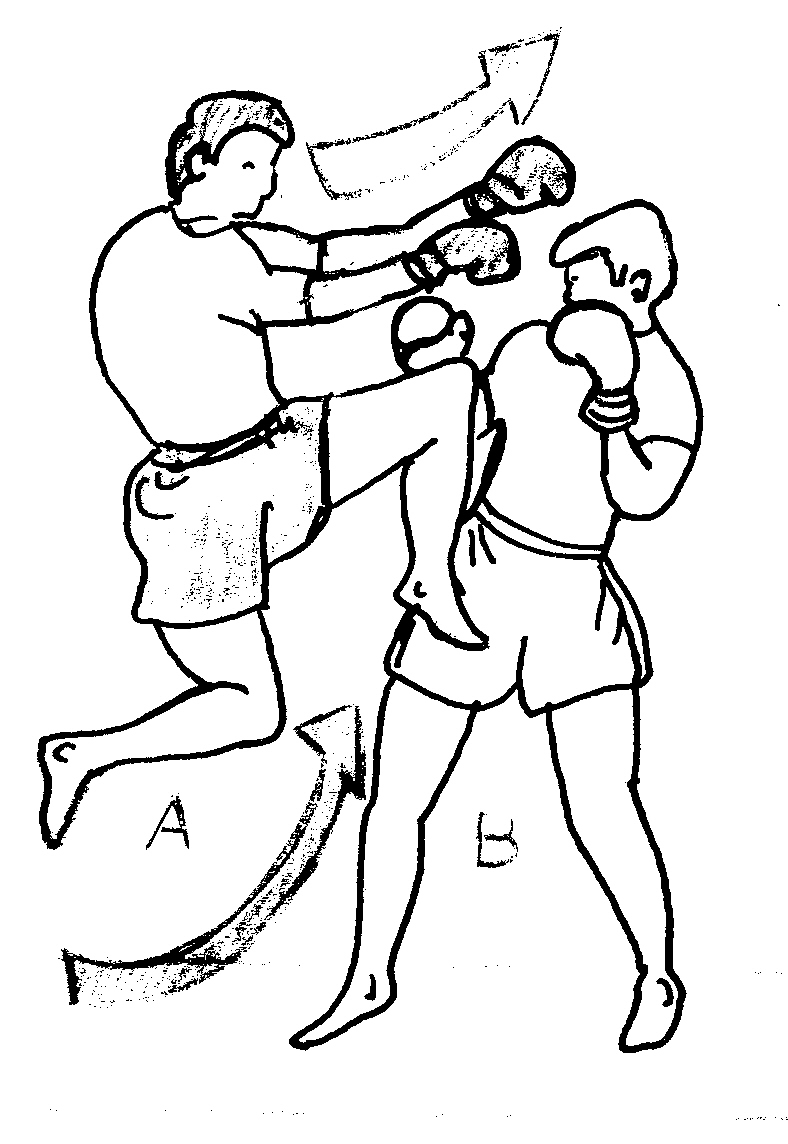
Удар коліном у стрибку

Поширені назви удару:
- у кікбоксингу — флаінг кік, джапмінг кік  (англ. flying kick, jumping kick);
- у карате — тобі ґері (яп. 飛び蹴り);
- у тхеквондо — твіо чаґі (кор. 뛰어 차기);

## Цікаві факти
- Найшвидший в історії нокаут від удару ногою в стрибку відбувся 3 травня 2006 року на турнірі зі змішаних бойових мистецтв «Hero's 5», де боєць вільного стилю Норіфумі Ямамото за 4 секунди нокаутував коліном олімпійського борця Казуюкі Міяту.[2]